# Ranko Vilović

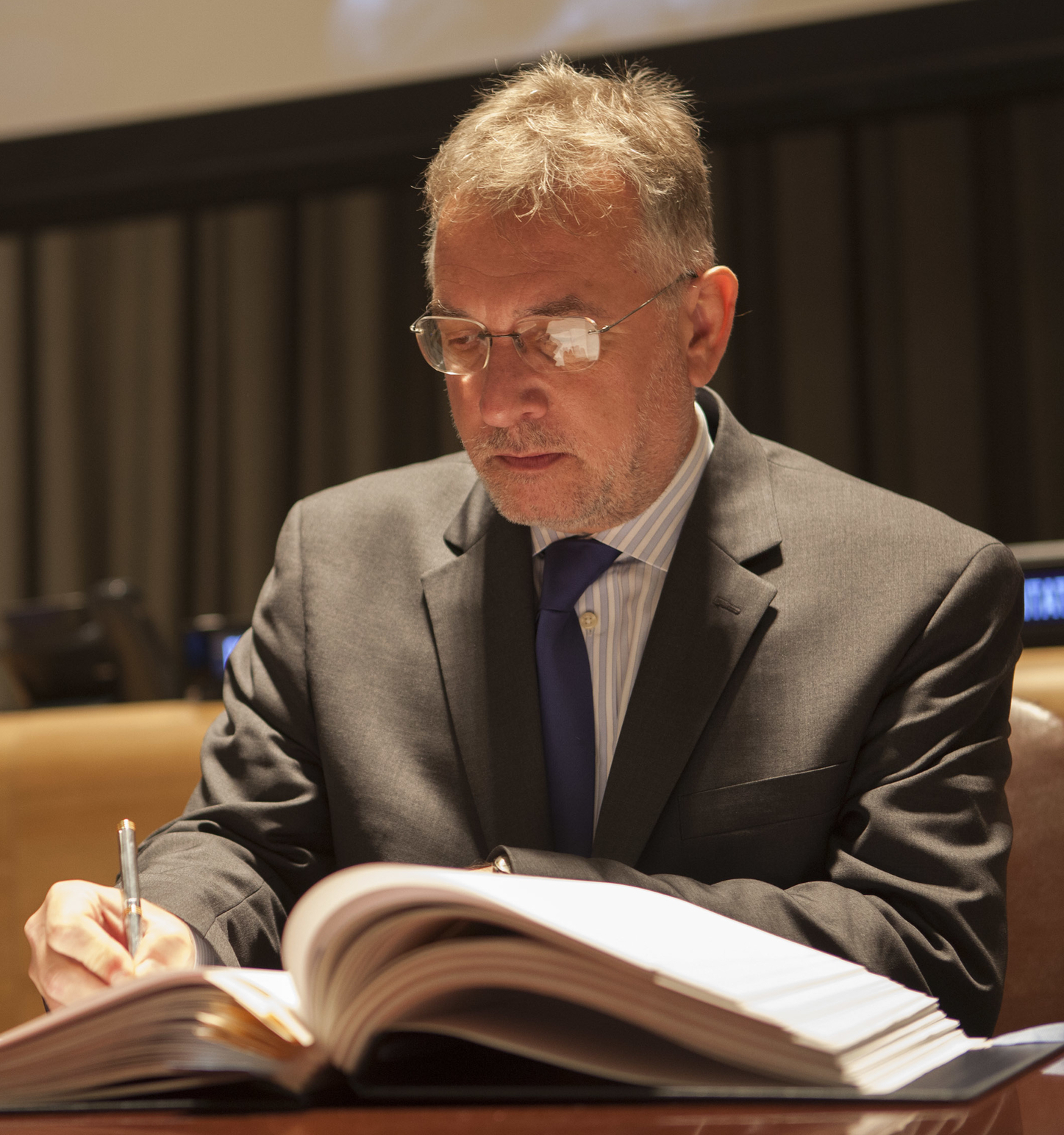
Ranko Vilović, 2013

Ranko Vilović (* 29. März 1957 in Zagreb) ist ein kroatischer Jurist und Diplomat.

## Leben
Er studierte 1975 bis 1980 Rechtswissenschaften an der Universität Zagreb. Nach dem Studium begann er eine Tätigkeit als Jurist und von 1980 bis 1985 war er Mitglied im Zagreber Stadtrat. 1982 bis 1985 absolvierte er Kurse in See- und Völkerrecht in Halifax und Den Haag, von 1985 bis 1987 ein Postgraduiertenstudium in Völkerrecht und Internationale Beziehungen in Zagreb.
Vilović begann seinen diplomatischen Dienst im kroatischen Außenministerium 1990 als Leiter der Abteilung für Konsularangelegenheiten. Auslandsposten führten ihn von 1992 bis 2002 nach Bern, Zürich und Wien. Von 2009 bis 2013 war Ranko Vilović Ständiger Vertreter der Republik Kroatien bei den Vereinten Nationen in New York. Von September 2013 bis Oktober 2017 war er außerordentlicher und bevollmächtigter Botschafter in Berlin. Sein Nachfolger auf diesem Posten ist Gordan Grlić Radman.
Ranko Vilović ist verheiratet, hat zwei Kinder und spricht neben Kroatisch u. a. auch Deutsch, Englisch und Französisch.